# Monte Pittman
Monte Lee Pittman (n. 19 de noviembre de 1975) es músico, compositor y cantante.
Monte es el profesor de guitarra de Madonna y guitarrista de sus últimas giras, lo fue del grupo [Prong] y actualmente forma parte de la banda de Adam Lambert. En 2009 realiza su álbum de debut en solitario "The Deepest Dark". Pittman vive en Los Ángeles, California junto a su familia.

## Carrera
Pittman empezó a tocar la guitarra desde muy joven. Su profesor de guitarra fue Robert Browing. Pittman,  todavía llama a Browning de vez en cuando para hacerle preguntas . Entre los artistas que han influenciado su trabajo en solitario están; Nick Drake, Led Zeppelin, Joni Mitchell, Leonard Cohen, Elliott Smith, John Denver, Don McClean, Jim Croce, Bob Dylan, Acid Bath, The Beatles, America, Alice In Chains, Agents Of Oblivion, Radiohead, The Beach Boys, Cat Stevens, Jeff Buckley, Chris Cornell, Dead Can Dance, The Doors, Neil Young, Nico, Pink Floyd, Richie Havens, The Smiths, Spanky & Our Gang y The Zombies.

### Myra Mains
La primera banda de Pittman es el cuarteto Myra Mains, en Longview, Texas. La banda tenía influencias Rock, heavy metal, Death metal de bandas como Pantera (banda),  Cannibal Corpse, Prong y Fear Factory, pero también tenía influencias de funky, groove basado en bandas como Fishbone y Rage Against the Machine. El álbum  Buried (1999) de Myra Mains fue mezclado por Sterling Winfield, el cual ya había trabajado con Pantera (banda), King Diamond, Damageplan, y Hellyeah.

### Madonna
Monte Pittman se muda a Los Ángeles, California en 1999 y trabaja como vendedor en una tienda de guitarras. Finalmente renuncia para empezar a dar clases de guitarra. Su tercer estudiante es el director de cine británico Guy Ritchie, que acaba de recibir una guitarra como regalo de su novia, Madonna. Ritchie después le devuelve el favor y le compra a Madonna su propia guitarra, ella comienza a tomar lecciones de Pittman.
.
Un mes después de que Pittman empieza a dar clases de guitarra a Madonna, le invita a actuar con ella en el show de David Letterman para promocionar su álbum Music. La pareja toca la guitarra juntos en una versión acústica de la canción Don't tell me (canción de Madonna). Posteriormente, Pittman es invitado a unirse a la banda de Madonna Drowned World Tour en (2001). Pittman es el guitarrista en vivo de Madonna desde entonces.
Pittman comparte crédito con Madonna como escritor en las canciones Easy Ride del álbum American Life (2003), Hey You sencillo de caridad e It’s So Cool del álbum Celebration (álbum) (2009).
Además, Pittman contribuye en grabaciones de estudio de Madonna, en 2005 en Like It Or Not del álbum Confessions on a Dance Floor y en 2008 en Spanish_lesson del álbum Hard Candy (álbum)

### Prong
Pittman se introduce a la banda de Tommy Victor Prong por Iván el batería de White Zombie (banda), los dos se cayeron bien, y Pittman se une a Prong en 2000. Toca la guitarra en su gira de 2002 que dio origen al álbum en directo "100% en vivo". Pittman toca la guitarra y el bajo, para el álbum "Scorpio Rising" en 2003.
En el álbum "Power of the Damager" de 2007  Pittman escribe 5 de las 13 canciones y los coros, también toca el bajo. También se le atribuye como productor asociado la versión remezclada "Power of the Damn Mixxxer" la cual se lanza en mayo de 2009.

### Adam Lambert
Después Pittman lo contrataron para ser el director de musical del finalista de American Idol Adam Lambert

## Discografía

### Solo
- The Deepest Dark (2009)
- Pain, Love & Destiny (2011)
- MP3:"The Power Of Three" Pt.1  (2012)
- The Power Of Three (2014)